# Xian de Dingtao
Le xian de Dingtao (定陶县 ; pinyin : Dìngtáo Xiàn) est un district administratif de la province du Shandong en Chine. Il est placé sous la juridiction de la ville-préfecture de Heze.

## Démographie
La population du district était de 577 597 habitants en 1999.